# Penny on M.A.R.S.
Penny on M.A.R.S. è una serie televisiva italiana girata in lingua inglese. Si tratta di uno spin-off della serie Alex & Co. La prima stagione ha debuttato il 7 maggio 2018 su Disney Channel.
Il 10 aprile 2018, un mese prima del suo debutto, la serie è stata confermata per una seconda stagione, andata in onda nel Regno Unito dal 18 febbraio 2019 e dall'8 aprile in Italia. 
La prima stagione è stata trasmessa in chiaro su Rai Gulp dal 18 febbraio 2019, mentre la seconda dal 10 dicembre 2019, e la terza dall’autunno 2020.
La terza stagione è andata in onda nel Regno Unito dal 17 febbraio 2020 e in Italia sarà disponibile dal 3 luglio 2020 in streaming su Disney+, insieme alle prime due stagioni.

## Trama
La serie è incentrata su una ragazza di nome Penny, che ha un grande talento e una grande passione: il canto. Penny decide di iscriversi al liceo artistico più famoso, il M.A.R.S. La sua passione la spronerà a lottare per i suoi sogni con l'aiuto di Camilla, la sua migliore amica. Ma presto l'arrivo di un ragazzo complicherà le cose fra loro.

## Episodi
| Stagione         | Episodi | Prima visione | Prima visione  |
| Stagione         | Episodi | Inizio        | Fine           |
| ---------------- | ------- | ------------- | -------------- |
| Prima stagione   | 16      | 7 maggio 2018 | 25 maggio 2018 |
| Seconda stagione | 10      | 8 aprile 2019 | 19 aprile 2019 |
| Terza stagione   | 13      | 3 luglio 2020 | 3 luglio 2020  |

## Personaggi e interpreti
- Pentacord "Penny" Mendez, interpretata da Olivia-Mai Barrett, è doppiata da Erica Laiolo.
È una ragazza timida e nasconde molti segreti tra cui uno: è la figlia di una celebrità, ovvero Bakía. Ha un grande talento per il canto, per questo insieme a Camilla si è iscritta al M.A.R.S.
- Camilla Young (stagioni 1-3), interpretata da Shannon Gaskin.
È la migliore amica di Penny. È molto simpatica e nella seconda stagione si innamorerà di Tom, il nuovo arrivato.
- Sebastian Storm (stagioni 1-3), interpretato da Finlay MacMillan.
È un ragazzo che ama suonare la chitarra e cantare e uno studente del M.A.R.S. È il fidanzato di Penny.
- Sofia Hu (stagioni 1-3), interpretata da Olivia Chan.
È una ragazza gentile e a scuola la chiamano la "Dottoressa Cuore" perché risolve i problemi d'amore. É appassionata al ballo ed è innamorata di Mike e Nick.
- Mike Weber (stagioni 1-3), interpretato da Luke Walsh.
È un ragazzo divertente, è innamorato di Sofia ed anche lui ha la passione per il ballo.
- Pete (stagioni 2-3), interpretato da Giacomo Vigo.
È un bambino conosciuto da Penny in ospedale e sa fare il mago, nell'ultimo episodio della terza stagione sarà adottato dalla mamma di Penny.
- Nick Weber (stagioni 1), interpretato da Damien Walsh.
È il fratello gemello di Mike.
- Aleksandr "Sasha" Lukin (stagioni 1-3), interpretato da Ryan Dean.
Era il fidanzato di Lucy. Inizialmente cattivo, poi è diventato amico di Penny.
- Lucy Carpenter (stagioni 1-2), interpretata da Jessica Alexander.
È una ragazza vanitosa e perfida ed è la rivale di Penny. Nella terza stagione non ci sarà perché il padre non ha abbastanza soldi per il M.A.R.S.
- Freddy Wolf (stagioni 1-3 stagioni), interpretato da Ben Richards.
È l'ex manager di Bakìa e zio di Tom. Nella terza stagione sarà presentatore del talent show e vorrà far vincere apposta il nipote.
- Bakía (stagioni 1-3), interpretata da Merissa Porter.
È la madre di Penny nonché una celebrità. Nella terza stagione non riuscirà a camminare ma adotterà comunque Pete.
- Debbie Cornish (stagioni1-2), interpretata da Hanna Hefner.
È la madre di Camilla e la guardia di Bakìa.
- Raoul Storm (stagione 1), interpretato da Joseph Rye.
È lo zio di Sebastian e lavora in un bowling.
- Mitch Storm (stagioni 1-2), interpretato da Charlie Gardner.
È il padre di Sebastian e come lui ama suonare la chitarra.

## Colonna sonora
Il 23 dicembre 2017 è stata resa disponibile sulla Disney Channel App la canzone Rain and Shine, cantata da Olivia-Mai Barrett e Shannon Gaskin. Il 27 aprile 2018 è stato pubblicato su YouTube il videoclip della versione italiana Rain and Shine - Ci sarò, ci sarai, cantata da Federica Carta e Olivia-Mai Barrett.
L'album musicale della prima stagione è disponibile in tutti gli store digitali e su Spotify dal 4 maggio 2018. L'album contiene:
1. We Are the M.A.R.S., cantata da Olivia-Mai Barrett e Ryan Dean
2. Rain and Shine, cantata da Olivia-Mai Barrett e Shannon Gaskin
3. Nobody's Perfect, cantata da Merissa Porter
4. Never Doubt I Love, cantata da Olivia-Mai Barrett e Finlay MacMillan
5. So Sure, cantata da Olivia-Mai Barrett e Finlay MacMillan
6. Ci sarò, ci sarai, cantata da Federica Carta e Olivia-Mai Barrett

Il 5 luglio 2019 è stata pubblicata la colonna sonora della seconda stagione. L'album contiene:
1. You Rock the Roll, cantata da Jack Christou e Shannon Gaskin
2. All for One, cantata da Finlay MacMillan, Olivia-Mai Barrett, Shannon Gaskin, Olivia Chan, Arianna Di Claudio e Damien Walsh
3. Timeless, cantata da Olivia-Mai Barrett e Ryan Dean
4. You're Beautiful, cantata da Finlay MacMillan e Jessica Alexander

Il 4 luglio 2020 è stata pubblicata la colonna sonora della terza stagione. L'album contiene:
1. No regrets, cantata da Finlay MacMillan, Olivia-Mai Barett, Amani Lia e Jack Christou
2. Shining Star, cantata da Olivia-Mai Barrett e Ryan Dean
3. That's the way we do it, cantata da Olivia-Mai Barrett e Keenan Munn-Francis
4. Let myself go, cantata da Ryan Dean, Olivia-Mai Barrett, Shannon Gaskin, Jack Christou, Amani Lia e Finlay MacMillan

## Trasmissione internazionale
| Paese                | Canale                                       | Prima TV         | Titolo                                | Fonti  |
| -------------------- | -------------------------------------------- | ---------------- | ------------------------------------- | ------ |
| Italia               | Disney Channel (prima e seconda stagione)    | 7 maggio 2018    | Penny on M.A.R.S.                     | [ 1 ]  |
| Italia               | Disney+ (in streaming tutte le tre stagioni) | 3 luglio 2020    | Penny on M.A.R.S.                     | [ 4 ]  |
| Regno Unito Irlanda  | Disney Channel                               | 4 giugno 2018    | Penny on M.A.R.S.                     | [ 7 ]  |
| Israele              | Disney Channel                               | 31 ottobre 2018  | פני (Penny)                           | [ 8 ]  |
| Danimarca            | Disney Channel                               | 19 novembre 2018 | Penny on M.A.R.S.                     | [ 9 ]  |
| Norvegia             | Disney Channel                               | 19 novembre 2018 | Penny on M.A.R.S.                     | [ 10 ] |
| Finlandia            | Disney Channel                               | 19 novembre 2018 | Penny on M.A.R.S.                     |        |
| Svezia               | Disney Channel                               | 19 novembre 2018 | Penny on M.A.R.S.                     | [ 11 ] |
| Grecia               | Disney Channel                               | 14 gennaio 2019  | Η Πενι στο Μ.Α.Ρ.Σ.                   | [ 12 ] |
| Sudafrica            | Disney Channel                               | 14 gennaio 2019  | Penny on M.A.R.S.                     | [ 13 ] |
| Arabia Saudita       | Disney Channel                               | 14 gennaio 2019  | Penny on M.A.R.S.                     |        |
| Polonia              | Disney Channel                               | 4 febbraio 2019  | Penny z M.A.R.Sa                      | [ 14 ] |
| Ungheria             | Disney Channel                               | 4 febbraio 2019  | Penny a M.A.R.S.-ból                  | [ 15 ] |
| Rep. Ceca Slovacchia | Disney Channel                               | 4 febbraio 2019  | Penny z M.A.R.Su                      | [ 16 ] |
| Romania              | Disney Channel                               | 18 febbraio 2019 | Penny de la M.A.R.S.                  | [ 17 ] |
| Bulgaria             | Disney Channel                               | 18 febbraio 2019 | Пени от М.А.Р.С.                      | [ 18 ] |
| Francia              | Disney Channel                               | 9 marzo 2019     | Penny sur M.A.R.S.                    | [ 19 ] |
| Paesi Bassi Belgio   | Disney Channel                               | 9 marzo 2019     | Penny on M.A.R.S. (versione francese) | [ 20 ] |
| Spagna               | Disney Channel                               | 6 maggio 2019    | Penny en M.A.R.S.                     | [ 21 ] |
| Portogallo           | SIC                                          | 27 gennaio 2020  | Penny em M.A.R.S.                     | [ 22 ] |